# Доходность к погашению
Доходность к погашению (англ. Yield to maturity; общепринятое сокращение — YTM) — это доходность от вложений в облигацию при намерении покупателя удерживать эту облигацию до погашения.
Доходность к погашению рассчитывается как ставка внутренней доходности (англ. Internal Rate of Return, IRR) денежного потока по облигации. Поток платежей для дисконтной облигации — это погашение по номинальной стоимости. Поток платежей по купонной облигации состоит из купонных выплат и погашения по номиналу.
Доходность к погашению позволяет инвестору рассчитать справедливую стоимость облигации. Расчет YTM аналогичен расчету IRR.

## Дисконтная облигация
Доходность к погашению по дисконтной облигации:
{\displaystyle YTM={\frac {F-P}{P}}\cdot {\frac {360}{d}}},
где {\displaystyle F} — номинальная стоимость; {\displaystyle P} — цена покупки облигации; {\displaystyle 360} — количество дней в году (зависит от правил); {\displaystyle d} — количество дней до погашения. Количество дней в году зависит от принятого соглашения и может быть равно 360, 365 или равно фактическому их числу (365 или 366).

## Купонная облигация
Доходность к погашению по купонной облигации при условии ежегодной выплаты определяется из уравнения:
{\displaystyle P={\frac {C}{(1+i)}}+{\frac {C}{(1+i)^{2}}}+...+{\frac {C}{(1+i)^{T}}}+{\frac {F}{(1+i)^{T}}}},
где {\displaystyle P} — цена покупки облигации; {\displaystyle i} — доходность к погашению; {\displaystyle F} — номинальная стоимость; {\displaystyle C} — купонный платеж; {\displaystyle T} — количество лет до погашения. Доходность к погашению — это корень уравнения. В общем виде уравнение не всегда можно решить аналитически, поэтому на практике используются численные методы. Купонная выплата {\displaystyle C} определяется как произведение номинальной стоимости облигации на ставку по купону.
Доходность к погашению по купонной облигации при условии выплаты два раза в год определяется из уравнения:
{\displaystyle P={\frac {C/2}{(1+i/2)}}+{\frac {C/2}{(1+i/2)^{2}}}+...+{\frac {C/2}{(1+i/2)^{2T}}}+{\frac {F}{(1+i/2)^{2T}}}}
Аналогичным образом можно записать уравнение для любого количества выплат в течение года. Для этого достаточно вместе множителя (делителя) 2 взять множитель (делитель), равный количеству выплат.

### Интерпретация
1. Если купонная доходность меньше, чем YTM, тогда облигация должна продаваться с дисконтом, то есть ее текущая цена должна быть ниже номинала.
2. Если купонная доходность равна YTM, то облигация должна продаваться точно по номиналу.
3. Если купонная доходность больше, чем YTM, тогда облигация продаётся с премией, то есть ее текущая цена должна быть выше номинала.

## См.также
- Ставка внутренней доходности
- Стоимость облигации
- Текущая доходность